# Бойценбургер-Ланд
Бойценбургер-Ланд (нім. Boitzenburger Land) — комуна в Німеччині, у землі Бранденбург.
Входить до складу району Уккермарк. Площа — 215,93 км². Офіційний код —  12 0 73 069.

## Населення
| Рік  | Населення |
| ---- | --------- |
| 1875 | 5 797     |
| 1890 | 5 687     |
| 1910 | 5 234     |
| 1925 | 5 504     |
| 1939 | 5 019     |
| 1950 | 7 443     |
| 1964 | 5 677     |

| Рік  | Населення |
| ---- | --------- |
| 1971 | 5 365     |
| 1981 | 4 918     |
| 1985 | 5 068     |
| 1990 | 5 251     |
| 1995 | 4 997     |
| 2000 | 4 631     |
| 2005 | 4 119     |

| Рік  | Населення |
| ---- | --------- |
| 2010 | 3 668     |
| 2015 | 3 213     |
| 2016 | 3 169     |
| 2017 | 3 151     |
| 2018 | 3 102     |
| 2019 | 3 089     |
| 2020 | 3 112     |

Джерела даних вказані на Wikimedia Commons.

## Історія
Тут знаходиться родовий замок родини Арнім-Бойценбург, однієї з гілок роду Арнім.

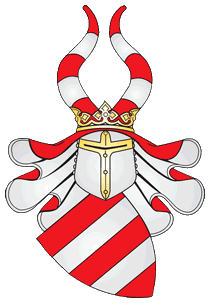
Герб роду Армін
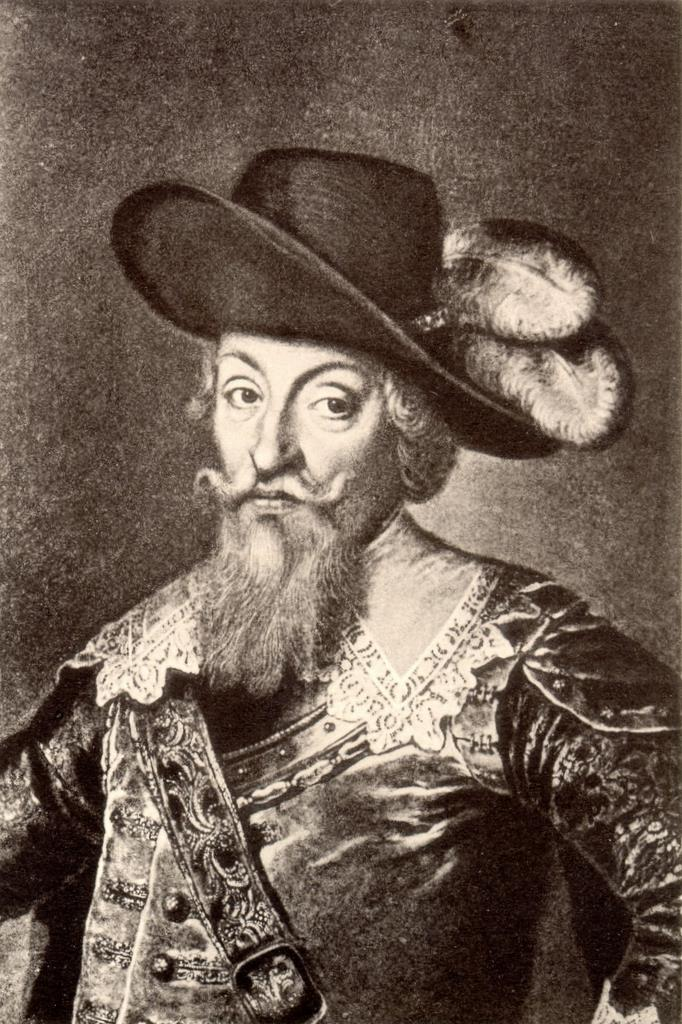
Граф Ганс Георг фон Арнім-Бойценбург (1581–1641)
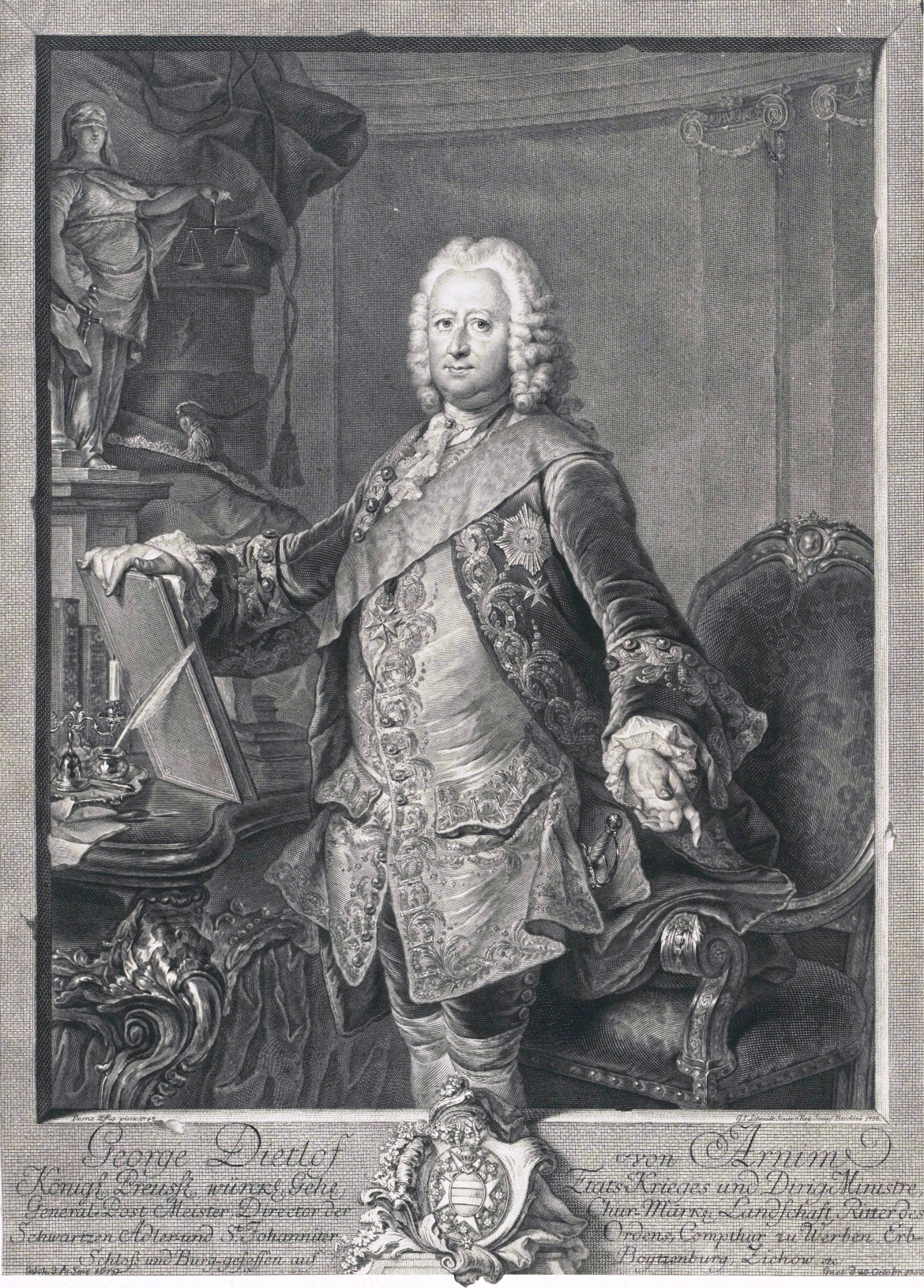
Граф Георг Дітлоф фон Армін-Бойценбург (1679–1753)
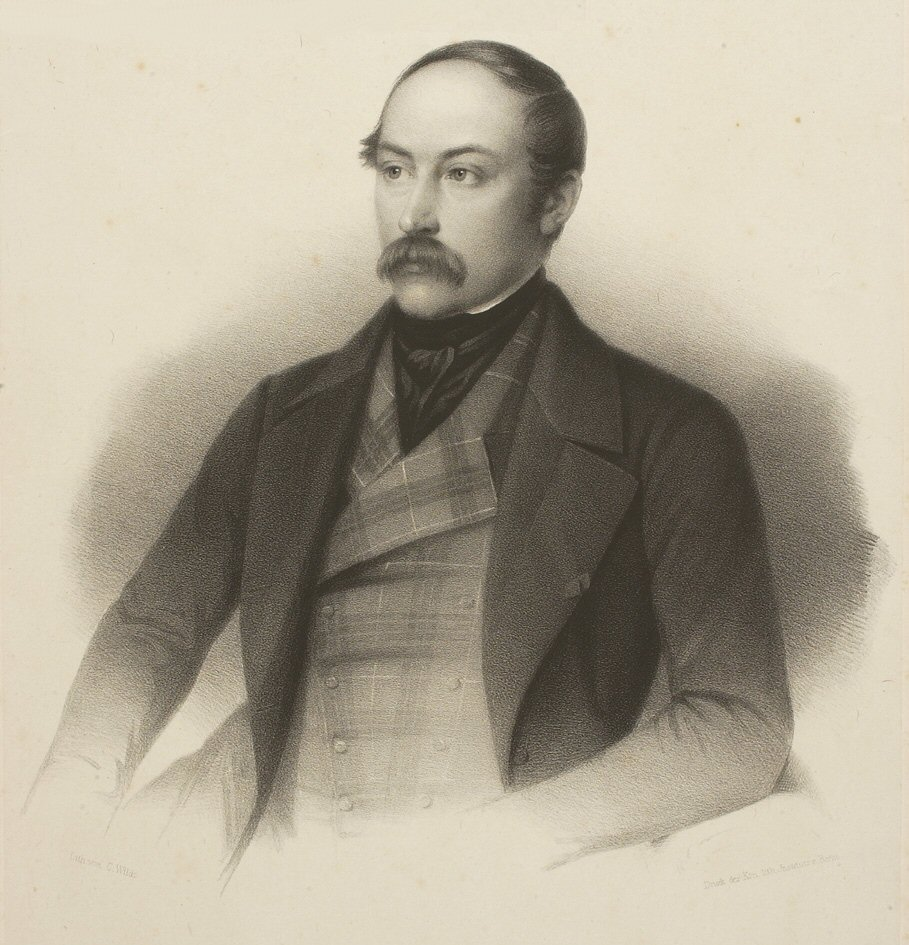
Граф Адольф Генрих фон Армін-Бойценбург (1803–1868)

## Визначні місця

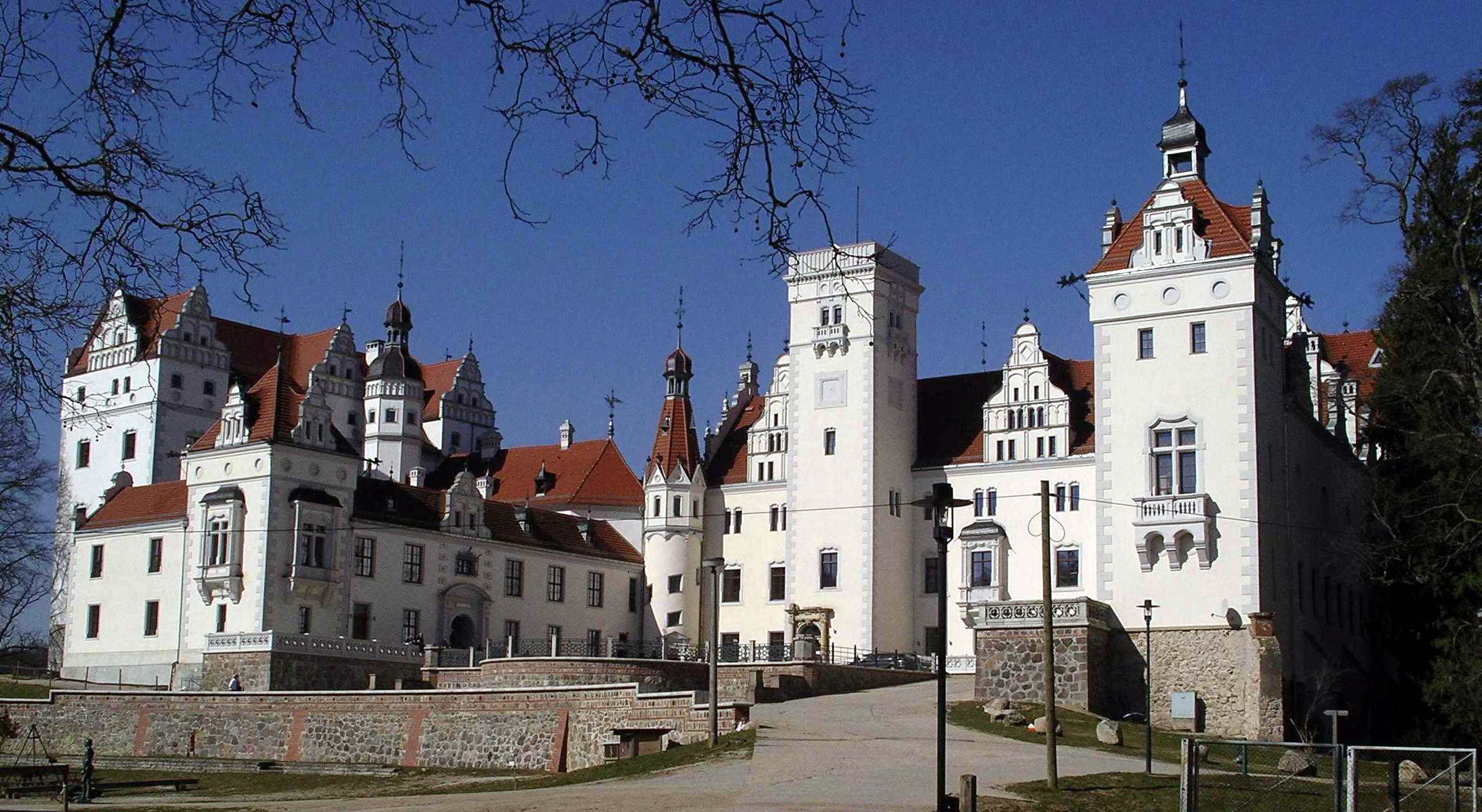
Замок Бойценбург
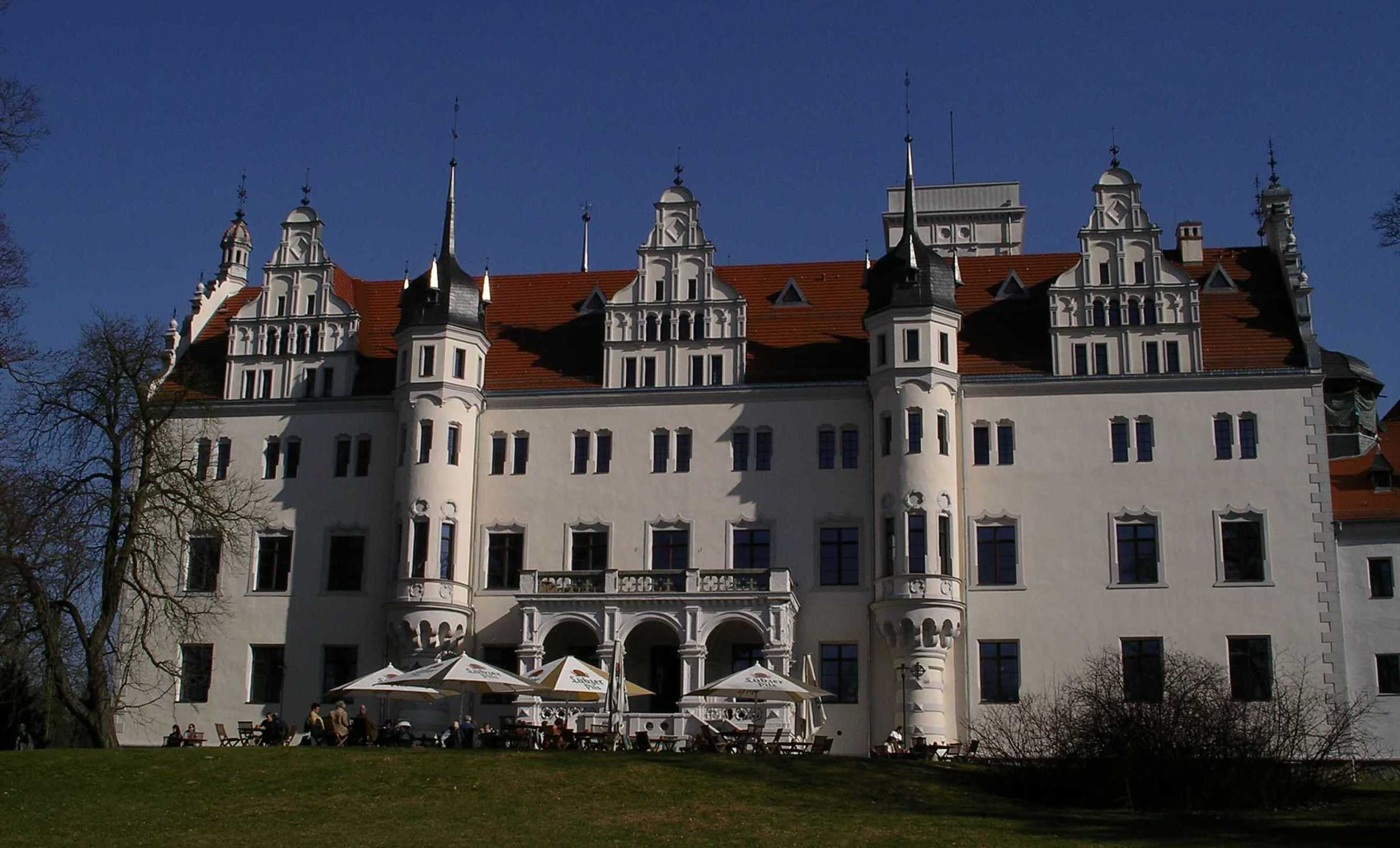
Замок Бойценбург
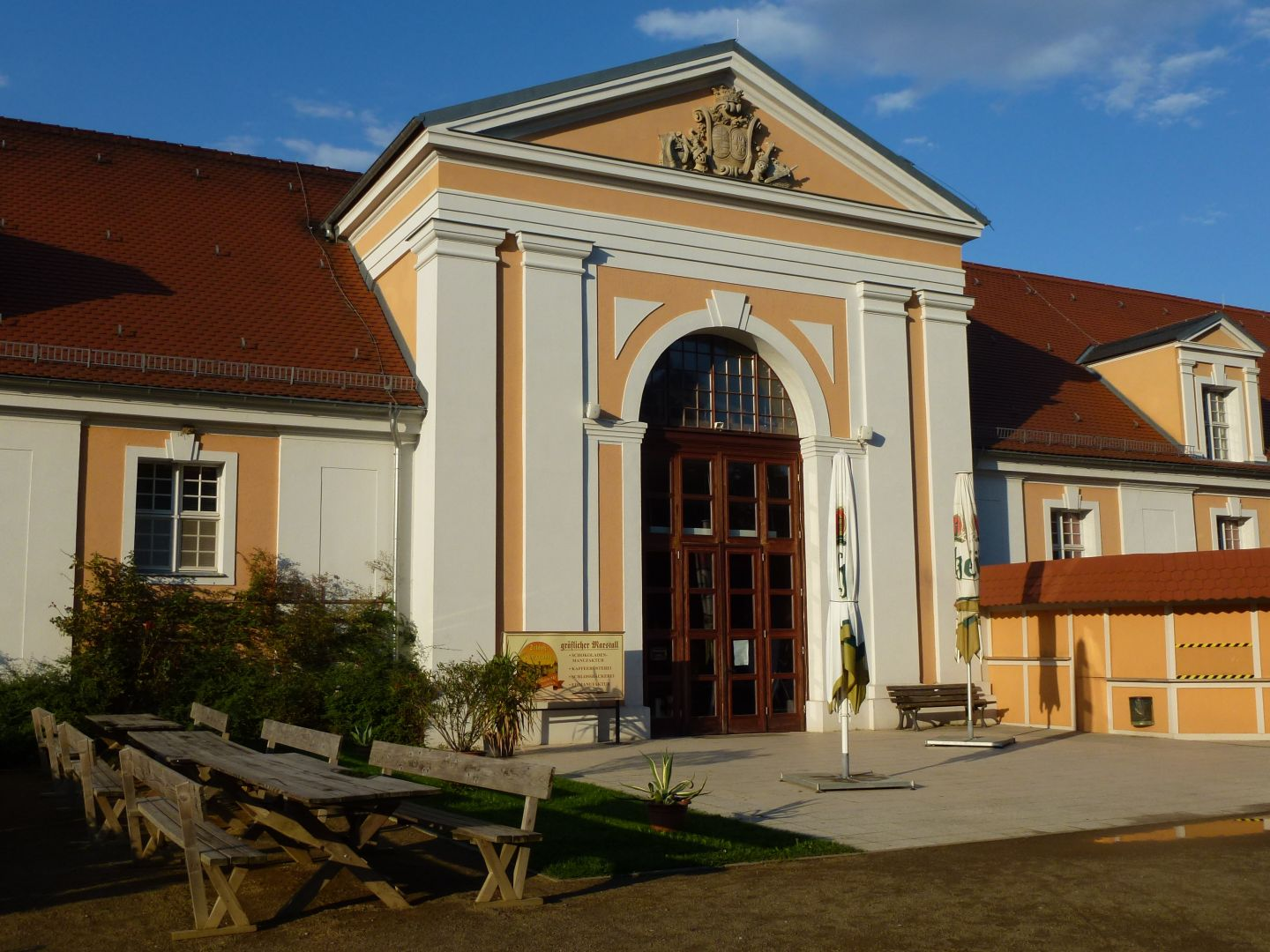
Marstall
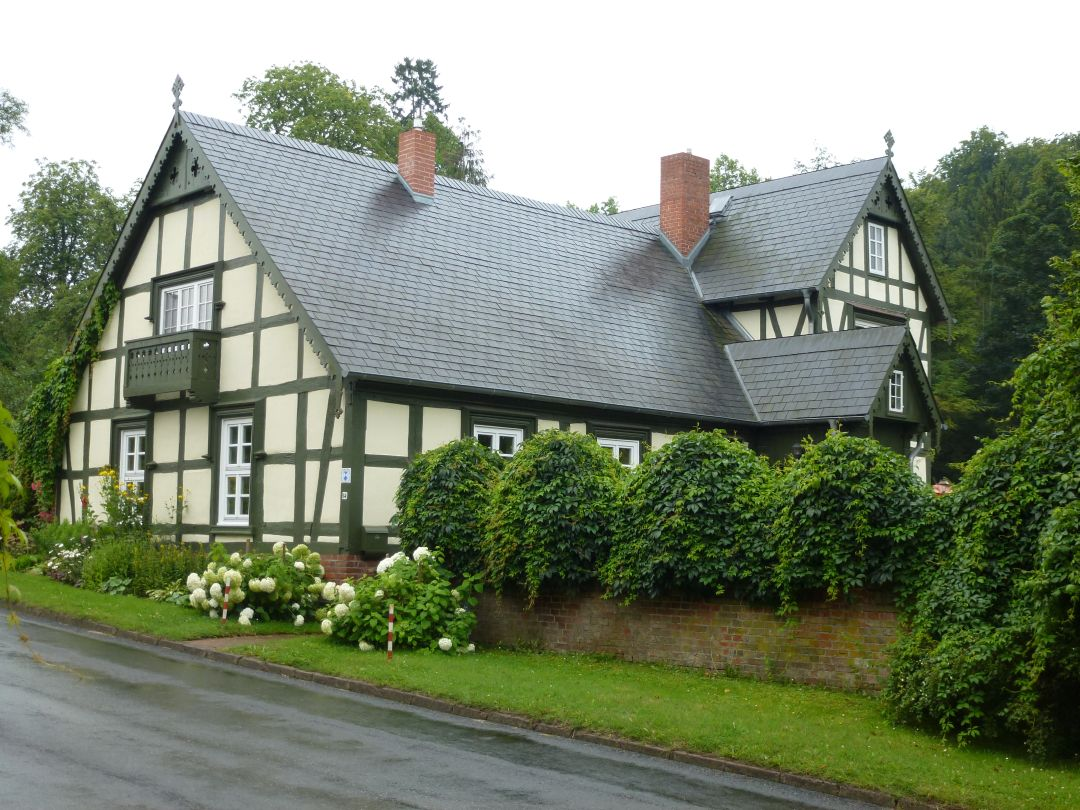
Будинок садівника
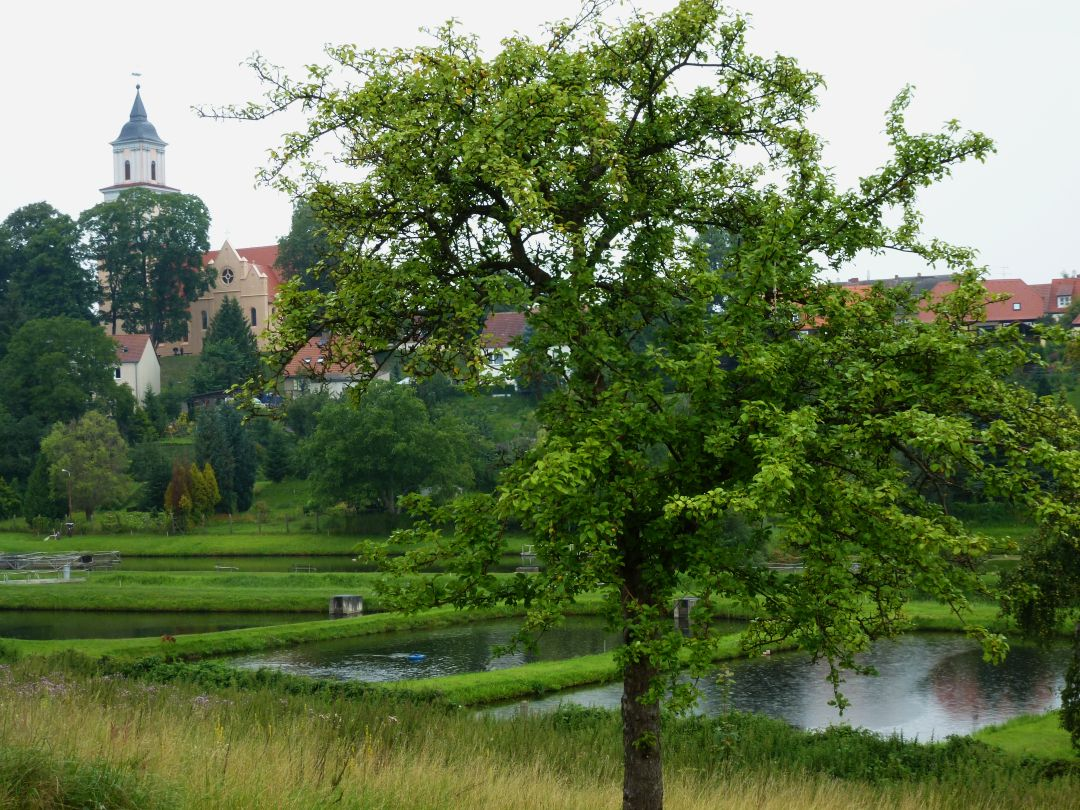
Церква Святої Марії на горі, рибні ставки на передньому плані
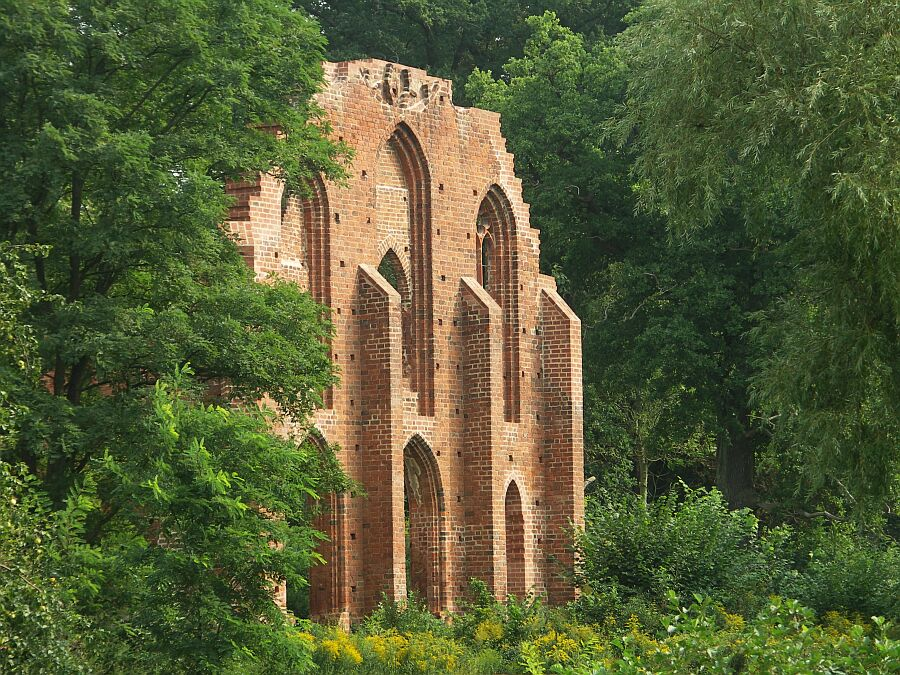
Монастирські руїни
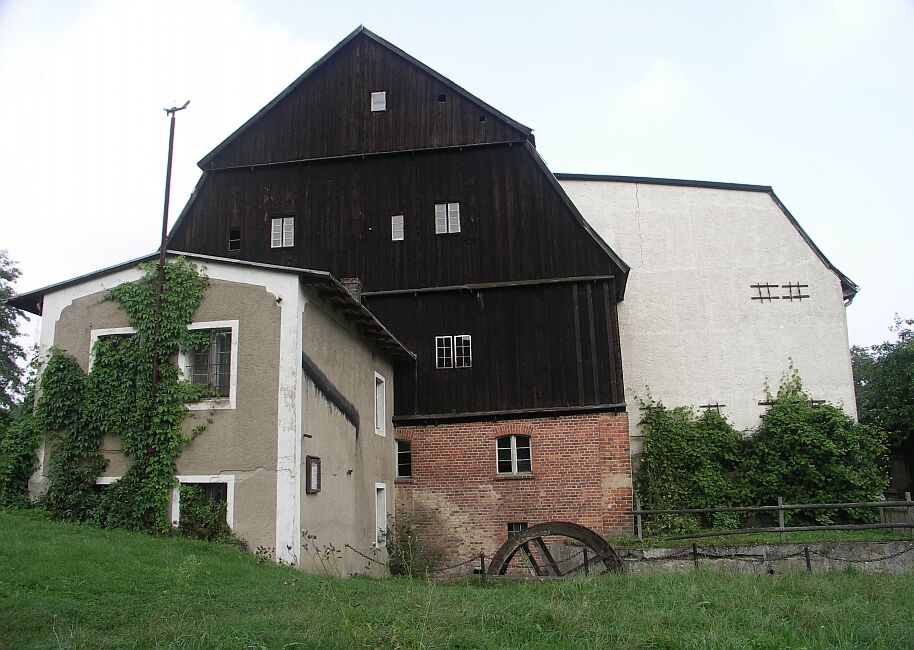
Водяний млин
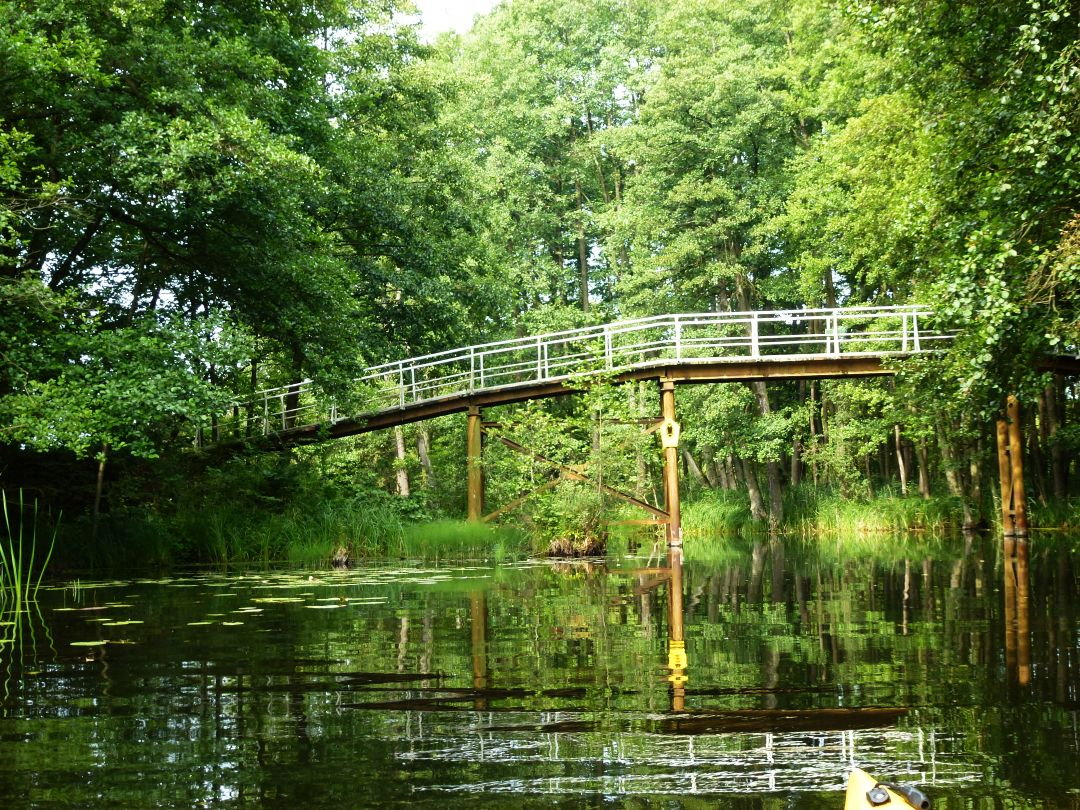
Фазановий міст між Шумельзеє та Кюхентайхом
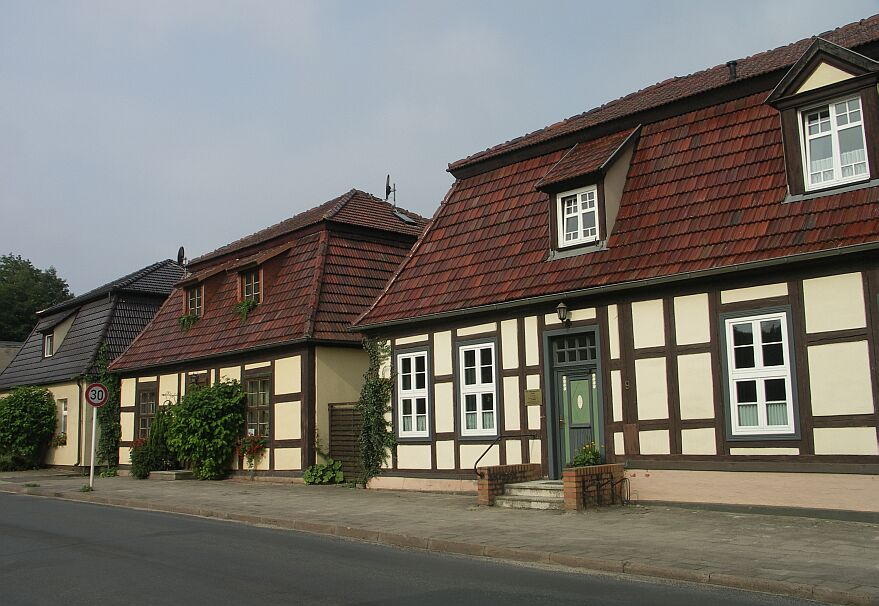
Будинки біля замку